# Sungai Kedayan
Sungai Kedayan (malaiisch Mukim Sungai Kedayan) war ein Mukim (Subdistrikt) des Daerah Brunei-Muara in Brunei.

## Geographie
Der Mukim war einer von sechs Mukim des Kampong Ayer (Wasserdorf). Er erstreckte sich entlang des Sungai Kedayan bis zur Mündung in den Brunei. Der Mukim gehörte zum Hauptstadtbezirk Bandar Seri Begawan, wurde aber bis 2015 aufgelöst, um Platz für den Ökokorridor Taman Mahkota Jubli Emas zu schaffen.
Zum Mukim gehörten die Dörfer (Kampong):
- Kampong Sumbiling Lama (Ayer)
- Kampong Bukit Salat
- Kampong Sungai Kedayan 'B'
- Kampong Sungai Kedayan 'A'
- Kampong Ujong Tanjong
- Kampong Kuala Peminyak
- Kampong Pemancha lama

## Partnerschaften
- Indonesien Depok, Indonesien